# IJssel
Die IJssel ([ˈɛi̯səl], deutsch Ijssel oder Issel geschrieben und Äissel ausgesprochen) ist der nördlichste Mündungsarm des Rheins in die Nordsee. Sie zweigt bei Westervoort in der Nähe von Arnheim vom Nederrijn (neben der Waal der Hauptmündungsarm des Rheins) ab und mündet bei Kampen in das IJsselmeer (vormals die Zuiderzee, eine Salzwasserbucht der Nordsee), den größten Süßwassersee der Niederlande.

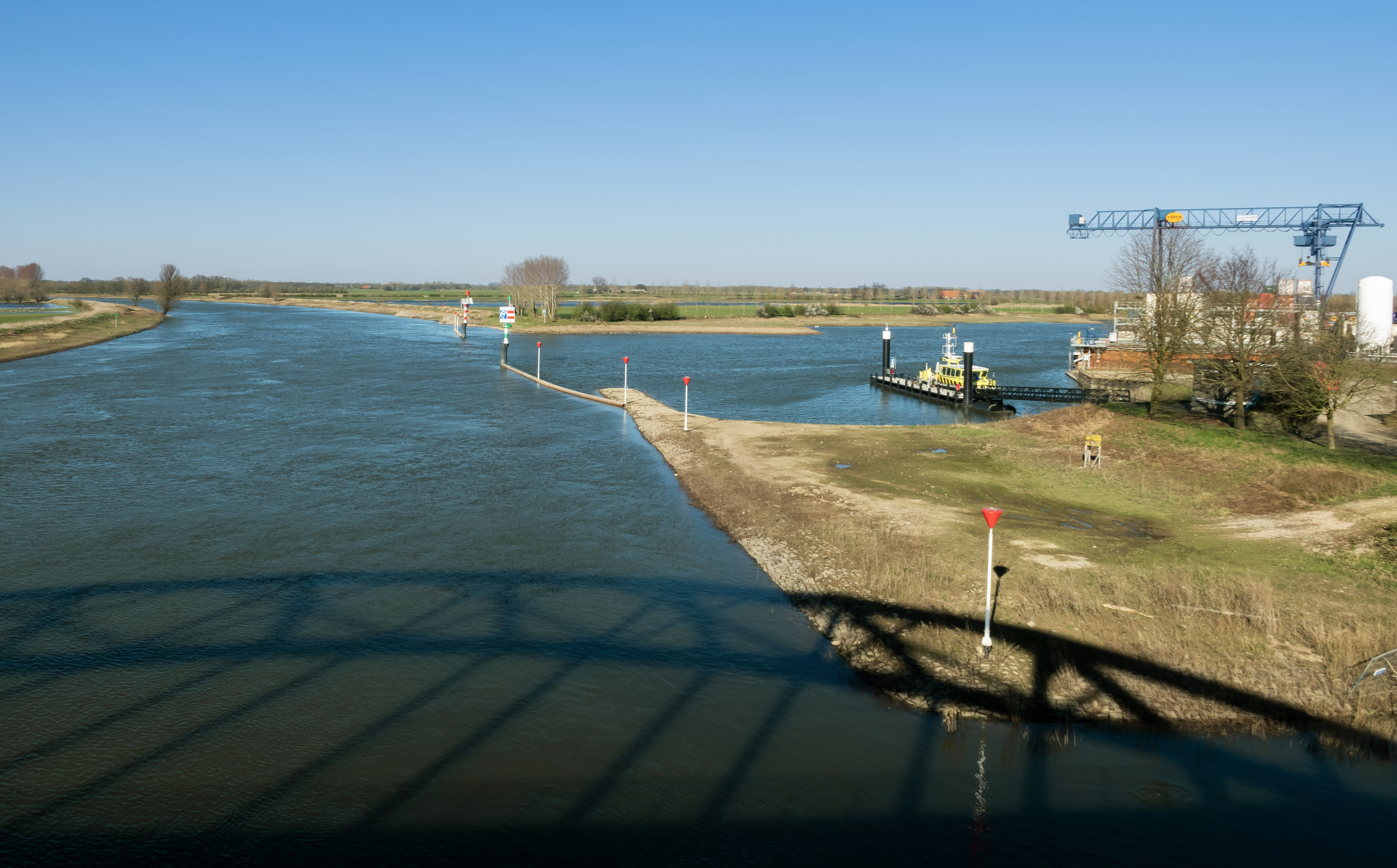
IJssel nördlich von Doesburg; von rechts der Zulauf Het Zwarte Schaar, eines durch Begradigung der IJssel entstandenen Altwassers

Ursprünglich war die IJssel lediglich ein relativ kleiner, bei Raesfeld im südwestlichen Münsterland entspringender, parallel und nördlich des Rheins fließender und in das IJsselmeer mündender Fluss. In historischer Zeit brach ein Teil des Rheins vermutlich öfter in deren Unterlauf vor, ehe der Durchbruch dauerhaft wurde. Seitdem werden die Durchbruchstrecke des Rheinwassers und der Unterlauf des alten Flusses als IJssel bezeichnet. Die beiden Gewässer vereinigen sich bei Doesburg. Der Oberlauf des alten Flusses wird im Niederländischen Oude IJssel („Alte Eissel/Issel“)  und im Deutschen Issel genannt.
Da es in den Niederlanden zwei verschiedene Flüsse mit dem Namen IJssel gibt, wird die hier genannte IJssel auch Geldersche IJssel (dt. „Gelderländische Eissel“) genannt, um sie von der Hollandse IJssel (dt. „Holländische Eissel“) zu unterscheiden.

## Namensbezeichnung und Schreibweise
Im Niederländischen ist IJ eine Ligatur, die als ein einziger Buchstabe verstanden wird. Bei Eigennamen wird der Anfangsbuchstabe groß geschrieben. Da im Niederländischen aber nicht nur das I, sondern das IJ der Anfangsbuchstabe ist, wird in der Folge im Niederländischen auch das J groß geschrieben.

## Abzweigung und Verlauf

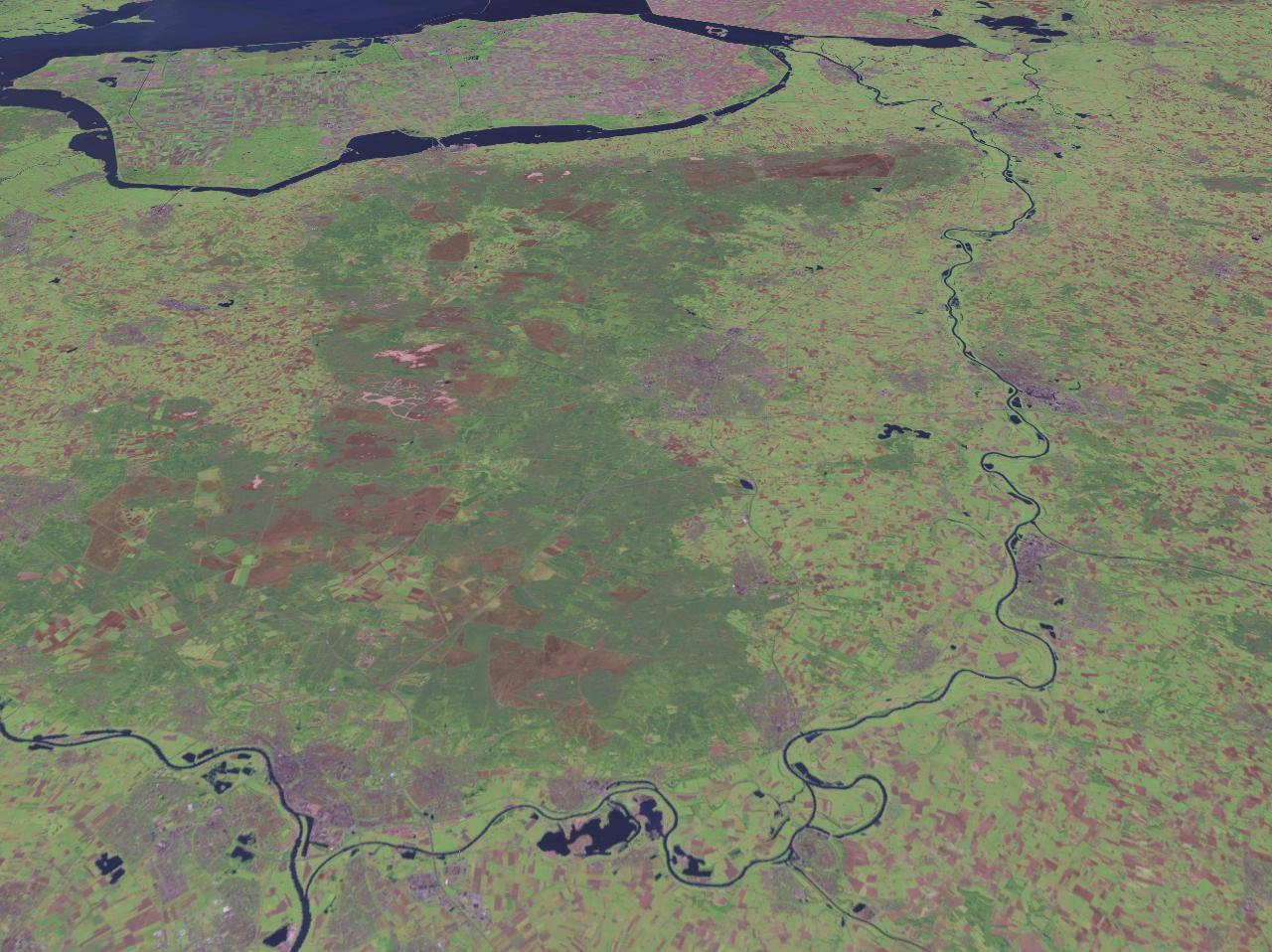
Verlauf der IJssel ab der Trennung vom Nederrijn bis zur IJsselmeer-Bucht Ketelmeer, in der Mitte das Hochgebiet der Veluwe

Die IJssel zweigt südöstlich von Arnheim vom Nederrijn (der nach seiner Begradigung bis hier Pannerdens-Kanal heißt) ab. Mit mindestens 90 Meter Breite fließt der Nederrijn weiter nach Westen, und die mindestens 70 Meter breite IJssel wendet sich sofort scharf nach Nordosten.
Die IJssel vereinigt sich nach 19 Flusskilometern (bei Doesburg) mit der von rechts (Osten) kommenden Oude IJssel. Die dann folgenden größeren Nebenflüsse fließen ebenfalls alle von rechts zu wie bei Zutphen die Berkel und bei Deventer der Schipbeek. Links begleitet die IJssel das saaleeiszeitliche Moränenhügelland der Veluwe mit bis zu 90 Meter hohen Waldhängen. Kurz vor Zwolle wendet sich die IJssel nach Nordwesten und mündet dann bei Kampen in das Ketelmeer, eine Bucht des IJsselmeers. In Zwolle zweigt rechts der Zwolle-IJsselkanaal zum Zwarte Water ab. Ebenfalls in das Ketelmeer mündet die im Münsterland entspringende  Vechte, die nach der Einmündung in das Zwarte Water dessen Namen weiterführt. Die eigentliche Mündung des IJsselwassers in das offene Meer erfolgt durch die Tidesperrwerke von Den Oever (Stevinsluizen) und Kornwerderzand (Lorentzsluizen).

## Entstehungsgeschichte
Die Issel wird nur durch inselhafte Geestrücken von der Rheinniederung getrennt. An mehreren Stellen liegt die Wasserscheide an der ältesten Linie der Rheindeiche. Alte Flusssedimente belegen, dass vor dem Bau der Rheindeiche zwischen Rees, Isselburg und Anholt und auch bei Zevenaar Rheinhochwasser immer wieder zur Issel (Oude IJssel) übertrat.
Nach verbreiteter Ansicht hat sich der oberste Abschnitt des Flusses bis  nach Doesburg aus der Fossa Drusiana entwickelt, die der römischen Flotte den Weg zum damaligen, Flevum genannten See (heute IJsselmeer) und von dort in die Deutsche Bucht verkürzte. Intensive Forschungen zur Geschichte des Rheindeltas  an der geowissenschaftlichen Fakultät der Universität Utrecht begründen Zweifel an dieser Ansicht, da zwar andernorts in den Niederlanden Reste römischer Kanäle gefunden wurden, nicht aber an der IJssel zwischen Westervoort und Doesburg (und auch nicht an der hierfür ebenfalls in Betracht gezogenen Hollandse Vecht).
Die Sedimentforschung bezüglich früherer IJsselverläufe ist noch im Gange. Unter anderem wird die Möglichkeit erwogen, dass die Oude IJssel einmal in den Rhein geflossen ist oder bei Doesburg eine Bifurkation (ein Teil des Wassers floss zum IJsselmeer, der andere zum Rhein) bildete. Das Flussbett zwischen Westervoort und Doesburg wäre danach natürlichen Ursprungs, wenn auch ursprünglich in Gegenrichtung durchströmt – ein im Rhein-Maas-Delta nicht ungewöhnliches Geschehen.

## Wasserbauliche Entwicklung
Während des 17. Jahrhunderts entwickelte sich die Waal zunehmend zum dominierenden Mündungsarm mit schließlich über 90 % der Wasserführung des Rheins, so dass auf Nederrijn und IJssel sommers die Schifffahrt zum Erliegen kommen konnte. Um dem entgegenzuwirken, zunächst aber vor allem aus Verteidigungsgründen gegenüber Frankreich, wurde zwischen 1701 und 1707 der Pannerdensche Kanal angelegt, mit dem eine anfangs unkontrollierte Zunahme des Abflusses in Nederrijn und IJssel einherging. In einem Vertrag zwischen dem Königreich Preußen (mit einer klevischen Exklave am Pannerdenschen Kanal) und der niederländischen Republik der Sieben Vereinigten Provinzen von 1771 wurde schließlich die Sicherung eines Abflussproporzes vereinbart, nach der der Nederrijn 2/9 und die IJssel 1/9 der Wassermenge des Rheins abführen sollte; das sind im Mittel rund 250 m³/s. Eine der sieben Provinzen war nach der IJssel benannt: Overijssel war bis 1528 ein Teil des Bistums Utrecht, von dem aus es over de IJssel – jenseits der Issel lag.
Mit der Fertigstellung des Abschlussdeiches 1932 im Rahmen der Zuiderzeewerke mündete die IJssel nicht mehr direkt ins Meer; ihr Einzugsgebiet wurde Teil eines größeren binnenländischen Gewässersystems um das IJsselmeer, das über den Abschlussdeich die Nordsee erreicht. Sein Hauptfluss stellt die IJssel dar, der, verstärkt durch Nebenflüsse, bei Kampen am Übergang ins IJsselmeer (bis etwa 1971) im Jahresmittel gut 280 m³ Wasser pro Sekunde führte.
Mit dem Bau der Deltawerke wurde 1971 das Wehr bei Driel am Nederrijn fertiggestellt, das in Abhängigkeit von der Wasserführung des Rheins die Wassermenge der IJssel nun so regelt, dass sie im Mittel gut 100 m³/s (rund 40 %) mehr Wasser führt als zuvor. Wenn der Rhein unter 1400 m³/s führt, verbleibt dem Nederrijn nur ein Mindestabfluss von 25 m³/s, ansonsten kommt der Durchfluss des Pannerdenschen Kanals der IJssel zugute. Bei höheren Durchflusswerten bis zur mittleren Wasserführung des Rheins (2300 m³/s) wird der Zustrom zur IJssel stabil bei 285 m³/s gehalten, und der Nederrijn erhält den Rest. Darüber wird die Schleuse ganz geöffnet, und der Abfluss erfolgt ungesteuert, wobei etwa 57 % über den Nederrijn abfließen und 43 % über die IJssel.

## Hydrologische Aspekte
Die IJssel unterscheidet sich von den übrigen Deltaarmen des Rheins dadurch, dass sie nach der Verzweigung (auch bei künftigen natürlichen oder künstlichen Laufveränderungen) keinen Kontakt mit den anderen Mündungsarmen  haben kann, da sie von ihnen durch die hohe Veluwe abgetrennt ist. Ihre Verzweigung hat daher schon den Charakter einer Bifurkation (s. auch Bifurkation der IJssel bei Doesburg). Dennoch wird sie zum Flussgebiet des Rheins gezählt. Die in den meisten Quellen dargestellte Flussgebietseinheit Rhein geht oftmals über die (oft unscharfen) Wasserscheiden hinaus und bezieht aus administrativen Gründen die Einzugsgebiete benachbarter Küstengewässer mit ein.
Die Wasserführung der IJssel beträgt seit 1971 an ihrem Beginn rund 350 m³/s, beim Eintritt ins IJsselmeer rund 380 m³/s und an der Mündung ins offene Meer rund 450 m³/s, wobei auf die Schleusen bei Den Oever rund 250 m³/s entfallen und auf die bei Kornwerderzand rund 200 m³/s.